# Rezurex
I Rezurex sono un gruppo musicale punk rock proveniente da Los Angeles, California, in attività dai primi anni 2000.
Vengono fondati dal chitarrista e cantante Daniel Deleon, già famoso nella scena psychobilly, con l'inconfondibile trucco mezzo cranio che viene applicato in quasi tutte le presentazioni della band, ed è venuto per diventare il logo Rezurex.
Il loro primo singolo, Dia de los muertos, è stato pubblicato nel 2004, nella compilation Give 'Em The Boot IV per la casa discografica Hellcat Records.
I loro testi e la loro musica sono influenzati dai grandi gruppi del Punk rock, Rockabilly e Psychobilly come Misfits, Demented Are Go, Stray Cats.
Essendo Daniel molto fedele alle sue origini messicane, segue la tradizione di rendere omaggio ai film horror classici.

## Formazione
- Daniel DeLeon - voce, chitarra ritmica
- Adam Guerrero - batteria
- Steve Rejon - basso
- Manny Anzaldo - chitarra solista

## Discografia
- 2006 - Beyond the Grave
- 2008 - Psycho Radio
- 2011 - Dance of the Dead